# ان نجمیه
ان نجمیه یک منطقهٔ مسکونی در عربستان سعودی است که در استان جازان واقع شده‌است.